# راي ستيفنز (موسيقي)
راي ستيفنز (بالإنجليزية: Ray Stevens)‏ هو موسيقي وعازف بيانو ومغني ومغن مؤلف أمريكي، ولد في 24 يناير 1939 في جورجيا في الولايات المتحدة.

## وصلات خارجية
- الموقع الرسمي
- راي ستيفنز على موقع IMDb (الإنجليزية)
- راي ستيفنز على موقع روتن توميتوز (الإنجليزية)
- راي ستيفنز على موقع ميوزك برينز (الإنجليزية)
- راي ستيفنز على موقع إن إن دي بي (الإنجليزية)
- راي ستيفنز على موقع أول ميوزيك (الإنجليزية)
- راي ستيفنز على موقع ديسكوغز (الإنجليزية)
- راي ستيفنز على موقع قاعدة بيانات الفيلم (الإنجليزية)